# مادام دوباری (فیلم ۱۹۱۹)
مادام دوباری (انگلیسی: Madame DuBarry) فیلمی به کارگردانی ارنست لوبیچ است که در سال ۱۹۱۹ منتشر شد. از بازیگران آن می‌توان به پولا نگری، امیل یانینگز و برنهارد گوتزکه اشاره کرد.